# Java Platform, Enterprise Edition
A Java Platform, Enterprise Edition, röviden Java EE egy széles körben használt szerveroldali Java programozási platform.
Az 1.4 verzióig a neve Java 2 Platform, Enterprise Edition, röviden J2EE volt. A következő verzió neve már egyszerűen csak Java EE 5 lett. A jelenlegi verzió a Java EE 8.
Az Enterprise Edition abban különbözik a Standard Edition-től, hogy több programkönyvtárat (API-t) tartalmaz és az alkalmazásszerveren futó moduláris szoftverkomponensek segítségével támogatja hibatűrő, többrétegű, elosztott alkalmazások készítését.

## Definíció, specifikáció és szabvány
A Java Enterprise Edition-t egy specifikáció definiálja. Mint minden más Java Community Process alatt fejlesztett specifikációról, erről is elmondható, hogy de facto szabvány, mert bár nem ISO és nem ECMA szabvány, de csak az ennek a specifikációnak megfelelő termékről mondható el, hogy Java EE compliant.
Az Enterprise Edition részét képezik többek között a következő API-k:
- JDBC, azaz Java Database Connectivity
- RMI, azaz Remote Method Invocation
- e-mail API
- JMS, azaz Java Message Service
- web service-ek
- XML API

Tartalmaz továbbá olyan specifikációkat is, amelyek a JEE szoftverkomponensekre vonatkoznak
- Enterprise JavaBeans
- Servlet
- Portlet (A Java Portlet Specification szerint.)
- JSP, azaz JavaServer Pages

Egy Java EE alkalmazásszerver tudja kezelni a telepített komponensek tranzakcióit, skálázhatóságát és konkurenciáját, így a fejlesztő koncentrálhat az alkalmazás (üzleti) logikájára, mivel nem kell az infrastruktúrával és az integrációval foglalkozni.

## Verziótörténet
Az eredeti J2EE specifikációt a Sun Microsystems fejlesztette.
- J2EE 1.2 SDK (1999. december)

Ezt követően a fejlesztés Java Community Process keretében folytatódott JSR dokumentumok formájában:
- J2EE 1.3 (JSR 58, béta 2001. április)
- J2EE 1.4 (JSR 151, béta 2002. december))
- Java EE 5 (JSR 244, végső kiadás 2006. május 11.)
- Java EE 6 (JSR 316, 2009. december 10.)
- Java EE 7 (2013. május 28.[1] de a spec dokumentum szerint 2013. április 5-én. 2013. június 12-én a tervezett véglegesítési dátum[2])
- Java EE 8 (2017. augusztus 31.[3])

## EE API-k
Az Enterprise Edition részét képezik a következő API-k:

### Enterprise JavaBeans
Az Enterprise JavaBeans API az elosztott objektumkonténer feladatát fogalmazza meg a javax.ejb.* csomagban. Támogatja a perzisztenciát, a távoli eljáráshívást az RMI illetve az RMI-IIOP segítségével, a konkurenciakezelést és az elosztott objektumok hozzáférhetőségének kezelését.

### Java Message Service
A javax.jms.* csomag definiálja a Java Message Service, röviden JMS API-t.

### Java Transaction API
A javax.transaction.* csomag osztályai adják a Java Transaction API-t, amit JTA néven is emlegetnek.

### Az XML kezelő JAXP API
A javax.xml.* csomag definiálja az XML kezelő API-t, a hivatalos neve Java API for XML Processing, röviden JAXP API.

### javax.naming.*
A javax.naming, javax.naming.directory, javax.naming.event, javax.naming.ldap és a javax.naming.spi csomagok definiálják a Java Naming and Directory Interface, röviden JNDI API-t.

### javax.jws.*
Ezek a csomagok a JAX-WS (web service) API specifikációját tartalmazzák.

## SE API-k

### JDBC
A Standard Edition-nek is részét képező java.sql csomag definiálja a Java Database Connectivity, röviden JDBC API-t.

## A JEE specifikáció nem-API részei
A 2006 májusa óta a JavaServer Pages technológia is az Enterprise Edition specifikáció részét képezi. Nem része még a specifikációnak, de a Java Community Process keretében fejlesztik JavaServer Faces keretrendszert.

## A specifikációnak igazoltan megfelelő szerverek

### Java EE 6

#### Teljes
- GlassFish server Open Source Edition 3.x és későbbiek[4]
- Oracle GlassFish Server 3,[5] amely az nyílt forráskódú GlassFish application server-en alapul
- Oracle Weblogic Application Server 12c[6]
- IBM WebSphere Application Server v8.[7]
- IBM WebSphere Application Server Community Edition v3.0[8]
- Apache Geronimo 3.0. [9]
- Fujitsu Interstage Application Server powered by Windows Azure V1[10]
- JEUS 7, egy alkalmazásszerver a JCP tag TmaxSoft-tól.[11][12]

#### Web Profil
- JBoss Application Server 6.0.
- JBoss Application Server 7.0
- GlassFish server Open Source Edition 3.x Web Profile
- Caucho Resin 4.0.[13]
- Apache TomEE[14][15]

### Fejlesztés alatt teljes Java EE 6
- JOnAS 5.3 egy nyílt forráskódú alkalmazásszerver OW2-től[16]
- JBoss Application Server 7.1[17]

### Fejlesztés alatt Java EE 6 Web Profile
- JOnAS 5.3 An open-source application server from OW2

### Java EE 5
- Sun Java System Application Server Platform Edition 9.0, (Ez a termék a nyílt forráskódú GlassFish szerverre épül.)
- WebLogic Application Server 10.0 a BEA Systems-től
- SAP NetWeaver Application Server, Java EE 5 Edition a SAP-től
- JEUS 6, egy Application Server
- Apache Geronimo 2.0
- IBM WebSphere Application Server Community Edition 2.0, (Ez a termék az Apache Geronimo-ra épül.)
- JBoss [18][19]

### J2EE 1.4
- JBoss, nyílt forráskódú alkalmazásszerver.
- Apache Geronimo nyílt forráskódú alkalmazásszerver.
- Pramati Server 5.0
- JOnAS nyílt forráskódú alkalmazásszerver.
- Oracle Application Server 10g
- Resin
- SAP NetWeaver Application Server, Java EE 5 Edition
- Sun Java System Web Server
- Sun Java System Application Server Platform Edition 8.2
- IBM WebSphere Application Server (WAS)
- BEA Systems Weblogic server 8

## Könyvek
- Perrone, Paul J., Chaganti, Krishna. J2EE Developer's Handbook. Indianapolis, Indiana: Sam's Publishing (2003). ISBN 0-672-32348-6
- Bodoff, Stephanie. The J2EE Tutorial. Boston: Addison-Wesley (2004). ISBN 0-321-24575-X
- Solveig Haugland, Mark Cade, Anthony Orapallo: J2EE 1.4: The Big Picture, Prentice Hall, ISBN 0-13-148010-3
- Alan Monnox: Rapid J2EE Development: An Adaptive Foundation for Enterprise Applications, Prentice Hall, ISBN 0-13-147220-8
- Renaud Pawlak, Lionel Seinturier, Jean-Philippe Retaillé: Foundations of AOP for J2EE Development, ISBN 1-59059-507-6
- Christopher Judd, Hakeem Shittu: Pro Eclipse JST: Plug-ins for J2EE Development, ISBN 1-59059-493-2